# Рудольф Гольч
Рудольф Гольч (нім. Rudolf Goltzsch; 1 жовтня 1897, маєток Кляйн-Бауцен, Бауцен — 18 березня 1974, Бад-Гайльбрунн) — німецький воєначальник, генерал-майор вермахту.

## Біографія
1 квітня 1916 року вступив в 178-й піхотний полк. Учасник Першої світової війни. 20 липня 1919 року потрапив у французький полон. 6 березня 1920 року звільнений. Після демобілізації армії залишений в рейхсвері. З 12 жовтня 1937 по 26 серпня 1939 року — інструктор з тактики військового училища в Потсдамі. З 24 жовтня 1939 по 26 січня 1940 року служив в училищі військ зв'язку. З 8 лютого 1940 року — командир 1-го батальйону 174-го піхотного полку. З 5 січня 1941 року — командир курсу 2-о інструкторського відділу піхотного училища. З 15 червня по 15 жовтня 1942 року — командир 5-го училища піхотних офіцерів-аспірантів в Деберіці. З 12 листопада 1942 року — командир 324-го гренадерського полку, з 10 листопада 1943 року — 41-го авіаційного єгерського полку, з 1 по 8 квітня 1944 року — 21-ї авіапольової дивізії, з 1 липня по 18 серпня 1944 року — 290-ї, з 3 жовтня 1944 року — 719-ї, з 10 жовтня 1944 року — 344-ї піхотної дивізії. 12 жовтня рештки дивізії були влиті в бойову групу «Вальтер», а її штаб переформований на дивізію «Гольч» (з 7 листопада — 606-та дивізія особливого призначення). Одночасно 7-22 листопада виконував обов'язки командира 85-ї піхотної дивізії. 7 березня 1945 року відправлений в резерв. В квітні командував бригадою «Гольч» у складі корпусу «Емс». 1 травня взятий в полон. В липні 1947 року постав перед судом за звинуваченням у воєнних злочинах. 26 листопада 1948 року виправданий і звільнений.

## Звання
- Фанен-юнкер (1 квітня 1916)
- Фанен-юнкер-єфрейтор (21 липня 1916)
- Фанен-юнкер-унтерофіцер (28 липня 1916)
- Фенріх (5 жовтня 1916)
- Лейтенант (22 січня 1917)
- Оберлейтенант (31 липня 1925)
- Гауптман (1 квітня 1933)
- Майор (1 жовтня 1936)
- Оберстлейтенант (1 березня 1940)
- Оберст (17 грудня 1941)
- Генерал-майор (15 січня 1945)

## Нагороди
- Почесний хрест ветерана війни з мечами
- Медаль «За вислугу років у Вермахті» 4-го, 3-го і 2-го класу (18 років)